# Nils Schomber
Nils Schomber (né le 15 mars 1994 à Neuss en Rhénanie-du-Nord-Westphalie) est un coureur cycliste allemand, évoluant sur route et sur piste. 

## Palmarès sur piste

### Jeux olympiques
- Rio 2016
  - 5e de la poursuite par équipes

### Championnats du monde
- Cali 2014
  - 7e de la poursuite par équipes
  - 11e de la poursuite individuelle
- Londres 2016
  - 6e de la poursuite par équipes

### Coupe du monde
- 2013-2014
  - 3e de la poursuite par équipes à Guadalajara
- 2017-2018
  - 2e de la poursuite par équipes à Pruszków

### Championnats d'Europe
| Juniors - Anadia 2012 - Médaillé d'argent de la poursuite individuelle juniors - Médaillé de bronze de la poursuite par équipes juniors | Élites - Baie-Mahault 2014 - Médaillé d'argent de la poursuite par équipes |

### Championnats d'Allemagne
| - 2011 - Champion d'Allemagne de poursuite individuelle juniors - Champion d'Allemagne de poursuite par équipes juniors - 2012 - Champion d'Allemagne de poursuite individuelle juniors - Champion d'Allemagne de l'américaine juniors - 2013 - 2e de l'omnium - 3e de la poursuite par équipes - 3e du scratch - 2014 - Champion d'Allemagne de poursuite par équipes | - 2015 - Champion d'Allemagne de poursuite par équipes - 2017 - 2e de la poursuite par équipes - 2018 - 3e de la poursuite - 3e de la poursuite par équipes - 2019 - Champion d'Allemagne de poursuite par équipes - 3e de la poursuite |

## Palmarès sur route
- 2012
  -  Champion d'Allemagne du contre-la-montre juniors
- 2015
  -  Champion d'Allemagne du contre-la-montre par équipes
  - 4e étape du Dookoła Mazowsza
  - 3e du championnat d'Allemagne du contre-la-montre espoirs